# Brent Stirton
Brent Stirton (* 1969, Durban) je jihoafrický fotograf, který působí jako hlavní fotograf společnosti Getty Images se sídlem v New Yorku. Jeho oceněná práce byla široce uznávána pro své silné zobrazení problémů souvisejících s válečnými konflikty, zdravím a životním prostředím. Stirton se specializuje na dokumentární tvorbu a je známý svými alternativními přístupy k fotožurnalistice, včetně portrétování s osvětlením v terénu, a svou plodnou prací. Cestuje v průměru devět měsíců v roce a pracuje výhradně na zakázkách.

## Životopis
Stirtonova práce se objevila v magazínech jako jsou například Newsweek, National Geographic, CNN Traveler, The New York Times Magazine, The Washington Post Magazine, The Sunday Times Magazine, Le Monde 2, GQ, Geo a mnoha dalších respektovaných mezinárodních titulech. Píše také blog pro Discovery Channel.
Při práci na vizuální interpretaci příběhu Stirton často spolupracuje s novináři z předních světových publikací. V posledních letech (asi 2020) pravidelně spolupracoval s Christiane Amanpourovou a Andersonem Cooperem ze CNN na tématech, jako je katastrofa tsunami nebo náboženský fundamentalismus, přičemž kompiluje dokumenty o tropických zpravodajských událostech, které jsou poté nazvučeny a vysílány.
V roce 2000 se Brent Stirton připojil k agentuře RPM v Londýn a v roce 2008 byl zvolen Young Global Leader jako součást programu World Economic Forum.
V roce 2013 se Brent Stirton podílel na inauguračním projektu produkční společnosti Blue Chalk Media, dokumentu s názvem First Sight: Sonia and Anita vyrobeného jménem sdružení WonderWork, které nabízí levné chirurgické zákroky pro děti.
Rozsáhle se věnuje humanitárním otázkám včetně HIV / AIDS, životního prostředí, chudoby, obnovy zemí po konfliktech a posílení postavení žen. Stirton pravidelně pracuje pro Globální obchodní koalici proti AIDS a Globální fond proti AIDS, tuberkulóze a malárii. Pracuje také v oblasti udržitelnosti pro The World Wide Fund for Nature, snímá globální kampaně o vztahu mezi lidmi a jejich prostředím. Pracoval také pro Fordovu nadaci a Clintonovu nadaci.
Stirton za svou práci získal řadu ocenění a uznání, včetně sedmi cenWorld Press Photo; v roce 2007 byl citován jako „Hrdina fotografie“ v časopise PopPhoto. Vystudoval žurnalistiku ze své rodné Jihoafrické republice, kde začal svou kariéru fotografováním problémů apartheidu.

## Fotografické metody
Brent Stirton je fotoreportér, který obvykle tráví 9–10 měsíců v roce v terénu focením. Většinu své kariéry strávil v zemích třetího světa, které jsou základem jeho práce. Hodně sil věnuje tomu, dostat se k jádru svého tématu. Obecně pracuje na velmi napjatém rozvrhu, který od něj vyžaduje, aby si velmi rychle vytvořil vztah důvěry se svými subjekty.
Často používá přenosný osvětlovací systém, a to i v nejvzdálenějších částech světa, což dává jeho fotografiím velmi rozpoznatelný studiový efekt. Podle něj mu to umožňuje „vyprávět staré příběhy novými způsoby“.
Je jedním z dvanácti ambasadorů značky fotoaparátů Canon.

## Hlavní reportáže
- Zpráva o masakru goril v oblasti Virunga v Demokratické republice Kongo[5]
- Zpráva o obchodování s rohy nosorožce[6]
- V roce 2013 fotografoval nevidomé děti v Indii a dokumentoval „zázračnou operaci“, která jim umožnila znovu získat zrak[7].

## Ocenění
- 8 ocenění z World Press Photo Awards (2003-2014)[8][9]
- 8 ocenění od Pictures of the Year POY[10]
- Visa d'Or 2008 Visa Pour L'Image[11]
- Overseas Press Club 2008 a 2013
- 6 cen Lucie včetně Mezinárodního fotografa roku 2008[12]
- Cena National Magazine for Photography - National Geographic Magazine
- Peabody Award - Human Rights Watch
- 3 x Fotoreportér roku z divoké přírody Natural History Museum v Londýně
- Environmentální fotograf roku 2013 Společnost novinářů USA
- Cena za humánní společnost 2013
- Cena OSN pro životní prostředí
- 2022: Visa d'or catégorie Magazine[13]